# Mirzec
Mirzec è un comune rurale polacco del distretto di Starachowice, nel voivodato della Santacroce.
Ricopre una superficie di 110,98 km² e nel 2004 contava 8 430 abitanti.